# Gran Premio motociclistico di Spagna 1967
Il Gran Premio motociclistico di Spagna fu il primo appuntamento del motomondiale 1967.
Si svolse il 30 aprile 1967 sul Circuito del Montjuïc. Quattro le classi in programma: 50, 125, 250 e sidecar.
In 50, vittoria del campione in carica della categoria, il tedesco-occidentale Hans-Georg Anscheidt, su Suzuki, davanti al compagno di Marca Yoshimi Katayama e a una muta di Derbi (tra cui quella di Ángel Nieto, 6°).
La 125 vide la vittoria (con record sul giro e record sulla distanza) della Yamaha di Bill Ivy, davanti a Phil Read con l'altra Yamaha e alle Suzuki di Katayama e Stuart Graham.
Il pilota di Luton si rifece in 250, dove vinse davanti alla Honda di Ralph Bryans, con Mike Hailwood ritirato a causa di una foratura.
Nei sidecar, vittoria di Georg Auerbacher. Solo cinque equipaggi arrivarono alla fine della gara.

## Classe 250
37 piloti alla partenza, 11 al traguardo.

### Arrivati al traguardo
| Pos | Pilota           | Moto     | Tempo         | Punti |
| --- | ---------------- | -------- | ------------- | ----- |
| 1   | Phil Read        | Yamaha   | 1h 03' 35" 36 | 8     |
| 2   | Ralph Bryans     | Honda    | +21" 69       | 6     |
| 3   | José Medrano     | Bultaco  | +1 giro       | 4     |
| 4   | Ginger Molloy    | Bultaco  | +1 giro       | 3     |
| 5   | Tommy Robb       | Bultaco  | +1 giro       | 2     |
| 6   | Carlos Giró Vilá | OSSA     | +1 giro       | 1     |
| 7   | Dave Simmonds    | Kawasaki | +1 giro       |       |
| 8   | Daniel Lhéraud   | Yamaha   | +2 giri       |       |
| 9   | Mauricio Aschl   | Derbi    | +2 giri       |       |
| 10  | Giuseppe Visenzi | Bultaco  | +3 giri       |       |
| 11  | R. Olsen         | Bultaco  | +3 giri       |       |

### Ritirati
| Pilota              | Moto      | Motivo ritiro |
| ------------------- | --------- | ------------- |
| Mike Hailwood       | Honda     | foratura      |
| Bill Ivy            | Yamaha    |               |
| Silvio Grassetti    | Benelli   |               |
| Renzo Pasolini      | Benelli   |               |
| Derek Woodman       | MZ        |               |
| Heinz Rosner        | MZ        |               |
| Ramiro Blanco       | Bultaco   |               |
| Santiago Herrero    | OSSA      |               |
| Luis Yglesias       | OSSA      |               |
| José Maria Busquets | Montesa   |               |
| Francesco Villa     | Montesa   |               |
| Walter Villa        | Montesa   |               |
| Ricardo Fargas      | Mototrans |               |
| Bruno Spaggiari     | Mototrans |               |
| Salvador Cañellas   | Derbi     |               |
| Ian Burne           | Bultaco   |               |
| Jim Curry           | Honda     |               |
| Graham Dickson      | Ducati    |               |
| Chris Goosen        | Suzuki    |               |
| Jan Huberts         | Kawasaki  |               |
| Teuvo Länsivuori    | Husqvarna |               |
| Derek Lee           | Bultaco   |               |
| Jacques Roca        | Bultaco   |               |
| Horst Seidl         | Honda     |               |
| Barry Smith         | Suzuki    |               |
| John P. Williams    | Greeves   |               |
| Francisco Zurita    | Bultaco   |               |

## Classe 125
38 piloti alla partenza, 13 al traguardo.

### Arrivati al traguardo
| Pos | Pilota           | Moto     | Tempo      | Punti |
| --- | ---------------- | -------- | ---------- | ----- |
| 1   | Bill Ivy         | Yamaha   | 52' 40" 22 | 8     |
| 2   | Phil Read        | Yamaha   | +24" 86    | 6     |
| 3   | Yoshimi Katayama | Suzuki   | +26" 00    | 4     |
| 4   | Stuart Graham    | Suzuki   | +1' 19" 46 | 3     |
| 5   | Francesco Villa  | Montesa  | +1 giro    | 2     |
| 6   | José Medrano     | Bultaco  | +1 giro    | 1     |
| 7   | Dave Simmonds    | Kawasaki | +1 giro    |       |
| 8   | Tommy Robb       | Bultaco  | +1 giro    |       |
| 9   | Jim Curry        | Honda    | +2 giri    |       |
| 10  | Rex Avery        | EMC      | +2 giri    |       |
| 11  | Horst Seidl      | Honda    | +3 giri    |       |
| 12  | Herbert Denzler  | Honda    | +3 giri    |       |
| 13  | Ian Burne        | Bultaco  | +3 giri    |       |

### Ritirati
| Pilota              | Moto       | Motivo ritiro |
| ------------------- | ---------- | ------------- |
| Ramiro Blanco       | Bultaco    |               |
| Ginger Molloy       | Bultaco    |               |
| José Maria Busquets | Bultaco    |               |
| Jorge Sirera        | Bultaco    |               |
| Enrique Sirera      | Bultaco    |               |
| Walter Villa        | Montesa    |               |
| Mauricio Aschl      | Derbi      |               |
| Ángel Nieto         | Derbi      |               |
| John P. Williams    | EMC        |               |
| Gastón Biscia       | Bultaco    |               |
| Luis A. Padrón      | Bultaco    |               |
| Daniel Crivello     | Bultaco    |               |
| Graham Dickson      | Bultaco    |               |
| Chris Goosen        | Montesa    |               |
| Benjamín Grau       | Montesa    |               |
| Jan Huberts         | Kawasaki   |               |
| Derek Lee           | Bultaco    |               |
| Daniel Lhéraud      | FB Mondial |               |
| Jean-Louis Pasquier | Bultaco    |               |
| Jacques Roca        | Tohatsu    |               |
| Angel Sanjuán       | Bultaco    |               |
| Barry Smith         | Derbi      |               |
| Giuseppe Visenzi    | Ducati     |               |
| Francisco Zurita    | Bultaco    |               |
| Etienne Delamarre   | Bultaco    |               |

## Classe 50
18 piloti alla partenza, 11 al traguardo.

### Arrivati al traguardo
| Pos | Pilota               | Moto        | Tempo      | Punti |
| --- | -------------------- | ----------- | ---------- | ----- |
| 1   | Hans-Georg Anscheidt | Suzuki      | 29' 34" 33 | 8     |
| 2   | Yoshimi Katayama     | Suzuki      | +18" 98    | 6     |
| 3   | Benjamín Grau        | Derbi       | +1 giro    | 4     |
| 4   | Juan Bordons         | Derbi       | +1 giro    | 3     |
| 5   | Daniel Crivello      | Derbi       | +1 giro    | 2     |
| 6   | Ángel Nieto          | Derbi       | +1 giro    | 1     |
| 7   | Chris Goosen         | Bridgestone | +2 giri    |       |
| 8   | Horst Seidl          | Honda       | +2 giri    |       |
| 9   | Ian Burne            | Derbi       | +2 giri    |       |
| 10  | Herbert Denzler      | Kreidler    | +2 giri    |       |
| 11  | Jean-Louis Pasquier  | Derbi       | +2 giri    |       |

### Ritirati
| Pilota              | Moto     | Motivo ritiro |
| ------------------- | -------- | ------------- |
| José Maria Busquets | Derbi    |               |
| Salvador Cañellas   | Derbi    |               |
| Barry Smith         | Derbi    |               |
| Etienne Delamarre   | Derbi    |               |
| Antonio A. Díaz     | Derbi    |               |
| Jan Huberts         | Kreidler |               |
| Jacques Roca        | Derbi    |               |

## Classe sidecar
12 equipaggi alla partenza, 5 al traguardo.

### Arrivati al traguardo
| Pos | Pilota            | Passeggero      | Moto | Tempo      | Punti |
| --- | ----------------- | --------------- | ---- | ---------- | ----- |
| 1   | Georg Auerbacher  | Eduard Dein     | BMW  | 56' 00" 07 | 8     |
| 2   | Klaus Enders      | Ralf Engelhardt | BMW  | +19" 80    | 6     |
| 3   | Siegfried Schauzu | Horst Schneider | BMW  | +1' 14" 59 | 4     |
| 4   | Otto Kölle        | Rolf Schmid     | BMW  | +1' 58" 20 | 3     |
| 5   | Harald Wohlfahrt  | Heiner Vester   | BMW  | +1 giro    | 2     |

### Ritirati
| Pilota                | Passeggero  | Moto  | Motivo ritiro |
| --------------------- | ----------- | ----- | ------------- |
| Helmut Fath           | n.d.        | URS   |               |
| Hans-Peter Hubacher   | John Blum   | BMW   |               |
| Rudi Kurth            | n.d.        | CAT   |               |
| Heinz Luthringshauser | n.d.        | BMW   |               |
| Ray Pollard           | n.d.        | PRF 4 |               |
| Colin Seeley          | Ray Lindsay | BMW   |               |
| Walter Zbinden        | n.d.        | CAT   |               |

## Fonti e bibliografia
- El Mundo Deportivo, 30 aprile 1967, pag. 9 e  1º maggio 1967, pag. 9.